# Backnang

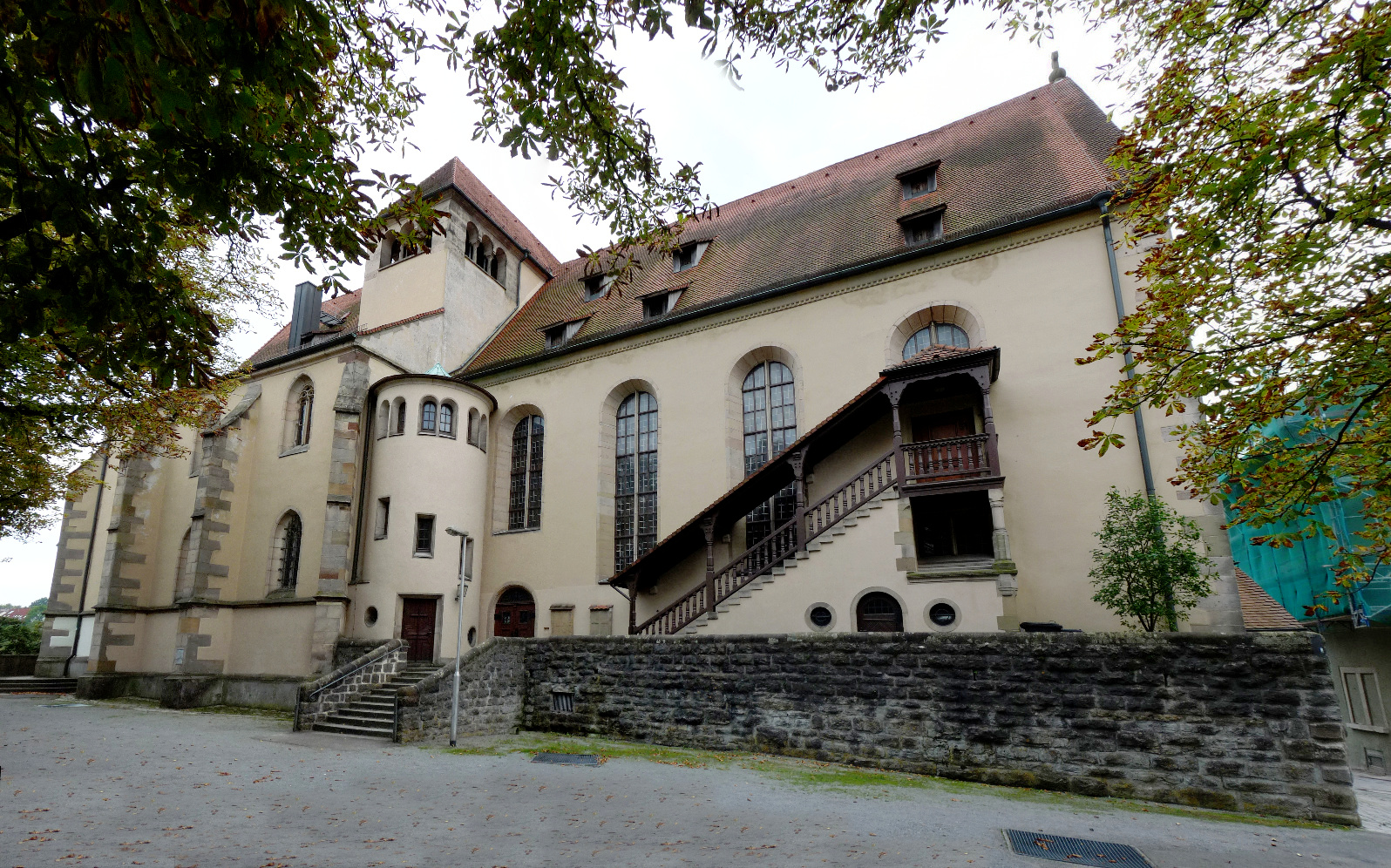
Stiftskirche

Backnang (pronunciación en alemán: /ˈbaknaŋ/ⓘ) es una localidad alemana de Baden-Wurtemberg localizada a 30 km al nordeste de Stuttgart. De acuerdo con el censo de 2005, la población había aumentado a 35.761 habitantes, siendo un incremento demográfico significativo en comparación con el siglo pasado, cuando la población era de 7.650 habitantes.
En 1325 la villa fue cedida a Wurtemberg por la Casa de Zähringen, que en aquel entonces regía el Gran Ducado de Baden.[cita requerida] Durante años la ciudad fue un importante núcleo industrial (Gerberstadt, la ciudad de los curtidores), en especial del sector textil, aunque hoy en día, las viejas factorías han sido reemplazadas por compañías de telecomunicaciones, como Ericsson y Tesat-Spacecom entre otras.

## Puntos de interés
- Colegiata de Backnang: iglesia del siglo XII conocida anteriormente como Iglesia de la Abadía de Backnang.